# Réserve naturelle intégrale
Une réserve naturelle intégrale est la catégorie la plus élevée d'aire protégée reconnue par la Commission mondiale des aires protégées (CMAP), un organisme qui fait partie de l'Union internationale pour la conservation de la nature (UICN). Ces zones figurent dans la catégorie Ia.

## Objectif
Les réserves naturelles intégrales sont des aires protégées créées et gérées principalement à des fins de recherche ou pour la protection de vastes zones de nature intactes. Leur vocation première est la préservation de la biodiversité et constituent des zones de référence essentielles pour les travaux scientifiques et la surveillance environnementale.
L'utilisation et l'accès sont strictement contrôlées. En conséquence, les réserves naturelles strictes constituent souvent les zones coeur, comment dans les parcs nationaux en France (qui sont de catégorie II de l'UICN).

## Catégorisation dans le monde

### Autriche
En Autriche, huit zones ont été désignées comme catégorie Ia:
- la réserve naturelle forestière de Stoissen
- la réserve naturelle forestière d'Ullnwald
- la réserve naturelle forestière d'Hutterwald
- les trois aires de conservation spéciale de Piffkar-Fusch
- l'aire de conservation spéciale de Wandl-Rauris
- la réserve naturelle forestière de Stubachtal

### France
Deux catégories d'aires protégées françaises sont reconnues comme réserves intégrales, même si des terrains privés (acquis par exemple par des associations) peuvent répondre aux critères de l'UICN et sont parfois appelés comme tels.
La France compte 97 aires protégées en catégorie Ia en 2024.

#### Réserves biologiques intégrales
Les forêts classées en réserves biologiques intégrales (RBI) gérées par l'Office National des Forêts sont reconnues comme réserves intégrales. Dans les années 1950, ces réserves biologiques intégrales étaient destinées à l'évolution des écosystèmes sans interférence, à l'opposé des réserves biologiques dirigées (RBD), où une gestion spécifique est appliquée pour conserver les espèces vulnérables ou des habitats menacés. Dans ces réserves, toutes les récoltes et l'exploitation forestière sont interdites, à l'exception de l'élimination des espèces exotiques ou la coupe d'arbres présentant des risques de chute. Les activités humaines ne sont cependant pas interdites dans ces forêts.

#### Parcs nationaux

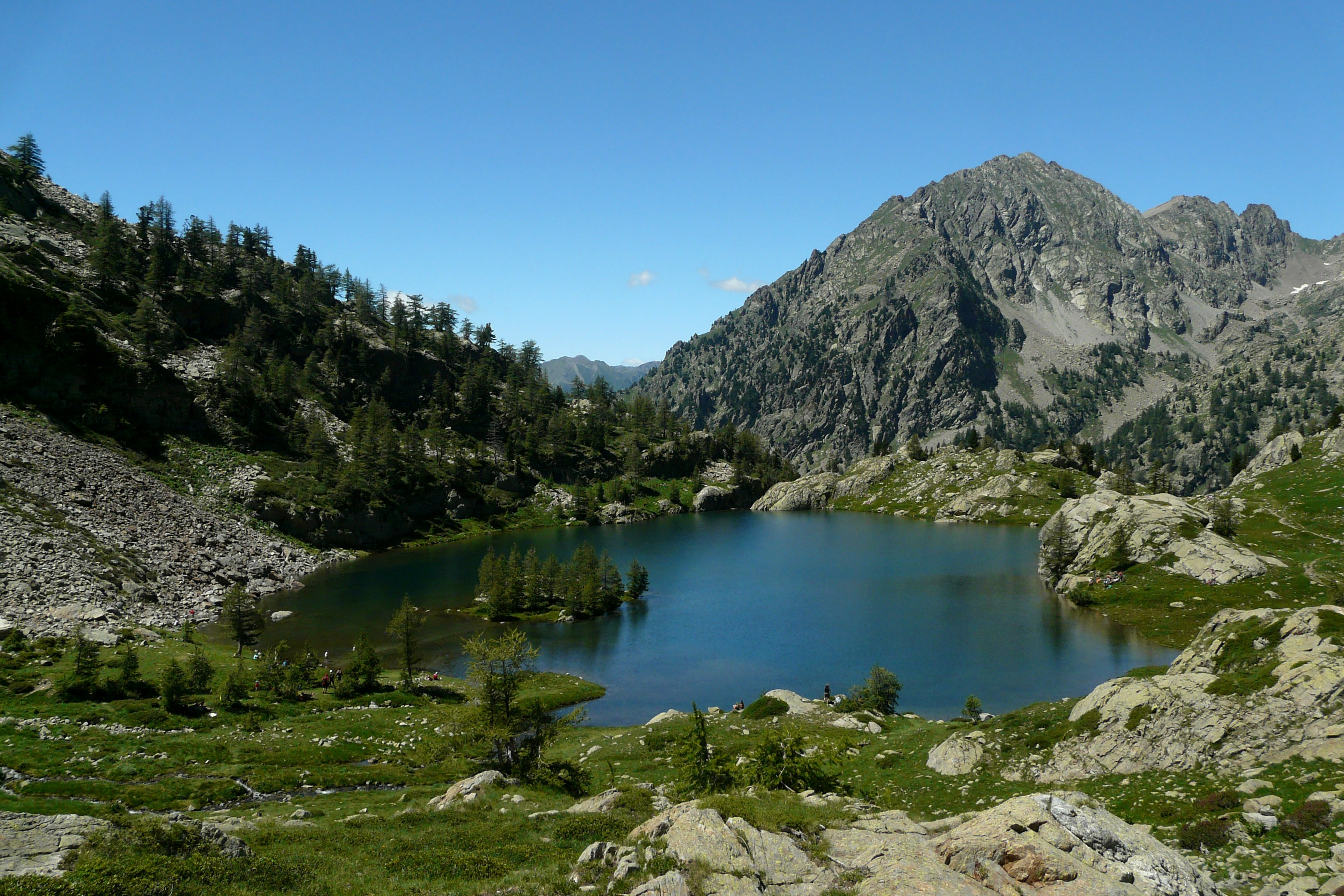
Lac de Trécolpas et mont Pélago, dans le cœur du parc national du Mercantour, Alpes-Maritimes, France.

Quatre réserves intégrales de parc national ont été créées :
- Réserve intégrale de Lauvitel dans le parc national des Écrins en 1995 ;
- îlots de Port-Cros (île de Bagaud, îlot de la Gabinière, rocher du Rascas), dans le parc national de Port-Cros en 2007[6];
- réserve intégrale d'Arc-Châteauvillain ,dans le parc national de forêts[7], en 2021;
- réserve de Roche Grande, dans le parc national du Mercantour, en 2021.

### États-Unis
Aux États-Unis on dénombre 806 wilderness areas (littéralement « zones à l'état sauvage ») pour une superficie totale de 452 798 km2. Les véhicules motorisés y sont notamment interdits.

## Sources
- Nigel Dudley, Guidelines for applying protected area management categories (2008 , pdf in en, fr, es), IUCN, 25 septembre 2012 (ISBN 978-2-8317-1086-0, lire en ligne)
- Casson, S. et al. (Ed.s). (2016). Wilderness Protected Areas: Management Guidelines for IUCN Category 1b (wilderness) Protected Areas  (ISBN 978-2-8317-1817-0)
- Éric de Mari, « « Une autre manière de concevoir la protection de la nature » : la réserve naturelle intégrale, Quelques remarques sur l’histoire d’un concept national aux colonies », dans L’impact environnemental de la norme en milieu contraint, ediSens, 30 juin 2012, 21–40 p. (ISBN 978-2-35113-170-1, DOI 10.3917/edis.demar.2012.01.0021, lire en ligne)